# Luis Garisto
Pour les articles homonymes, voir Garisto et Pan (homonymie).

Luis Garisto, ou Luis Garisto Pan, né le 3 décembre 1945 à Montevideo et mort le 21 novembre 2017 dans la même ville, est un joueur et entraîneur uruguayen de football.

## Carrière
Luis Garisto commence sa carrière de joueur au début des années 1960 comme défenseur dans un club uruguayen relativement modeste, Sud América (ou au Defensor Sporting Club selon certaines sources). En 1969 il signe à l'Independiente, en Argentine, où en quatre saisons il remporte le championnat Metropolitano, en 1970 et 1971, puis la Copa Libertadores 1972. Il dispute la Coupe intercontinentale 1972 perdue face à l'Ajax Amsterdam. Il ne participe par contre pas aux triomphes du club en Copa Libertadores et puis en Coupe intercontinentale en 1973.
En 1974 il revient en Uruguay, à Peñarol. Il est sélectionné avec l'Uruguay pour la Coupe du monde de football de 1974. En match de préparation, il porte un coup violent à l'international australien Ray Baartz (en), qui met fin à la carrière de ce dernier. Il compte cinq sélections, toutes en 1974. En 1976 il part au CD Cobreloa, au Chili, où il termine sa carrière de joueur.
Devenu entraîneur, il dirige de nombreux clubs du continent comme Estudiantes de la Plata (1992-1993), Argentinos Juniors (1994) et Banfield (2001-2003) en Argentine, Deportivo Toluca (1995) au Mexique, Cobreloa (2003) au Chili, Peñarol (en 2006) ou encore Central Español (2009) en Uruguay.